# Casas de Millán (kommunhuvudort)
Casas de Millán är en kommunhuvudort i Spanien.   Den ligger i provinsen Provincia de Cáceres och regionen Extremadura, i den centrala delen av landet, 230 km väster om huvudstaden Madrid. Casas de Millán ligger 439 meter över havet och antalet invånare är 709.
Terrängen runt Casas de Millán är kuperad norrut, men söderut är den platt. Terrängen runt Casas de Millán sluttar söderut. Runt Casas de Millán är det mycket glesbefolkat, med 6 invånare per kvadratkilometer. Närmaste större samhälle är Torrejoncillo, 14,6 km nordväst om Casas de Millán. Omgivningarna runt Casas de Millán är huvudsakligen savann.